# Atome de Rydberg
Pour les articles homonymes, voir Rydberg.
En physique atomique, un atome de Rydberg est un atome dans un état excité tel qu'un ou plusieurs électrons ont un nombre quantique principal n (numéro de la couche) très élevé. La particularité d'un tel atome est sa grande taille (proportionnelle à n2), ce qui implique la possibilité d'acquérir un grand moment dipolaire et donc d'interagir fortement avec d'autres atomes.
Les interactions entre atomes de Rydberg permettent l'intrication de sous-ensembles atomiques voire d'atomes uniques. Les atomes de Rydberg utilisés pour fabriquer des états intriqués ont typiquement des valeurs de n comprises entre 50 et 100.
Ces atomes ont aussi été utilisés par l'équipe de Serge Haroche pour détecter de manière non destructive la présence d'un photon dans une cavité, et ainsi étudier la décohérence quantique.

## Historique
Principales étapes :
- 1890 : formule empirique de Rydberg donnant les fréquences des séries de transition convergeant vers la limite d'ionisation des atomes ;
- 1913 : modèle de l'atome de Bohr, déduisant par des arguments classiques les propriétés des états atomiques à grands nombres quantiques ;
- 1934 : premières expériences sur les déplacements collisionnels des états très excités d'atomes alcalins en présence de gaz rares sous forte pression, interprétées par Enrico Fermi ;
- 1965 : observation de raies d'émission dans le domaine des radiofréquences d'atomes de Rydberg formés par capture d’électrons par des ions dans le milieu interstellaire ;
- 1975 : premières études spectroscopiques des états de Rydberg (en) des atomes alcalins à l'aide de lasers accordables, incluant la mesure des défauts quantiques, l'effet Stark et l'effet Zeeman, et mise au point des méthodes de préparation et de détection de ces états ;
- 1980 : premières études sur le couplage des atomes de Rydberg avec des micro-ondes, et développement de l'électrodynamique en cavité ;
- années 1990-2000 : utilisation des atomes de Rydberg circulaires en électrodynamique quantique en cavité et en information quantique ;
- 2000 : propositions d'utiliser les interactions entre atomes de Rydberg pour faire de l'information quantique et étudier de nouveaux états de la matière en physique mésoscopique ;
- 2005-2014 : renaissance de la physique des atomes de Rydberg avec de nombreuses expériences sur des atomes froids excités dans des états de Rydberg en information quantique, en optique quantique et en physique mésoscopique.